# クンタウル
クンタウル(Kuntaur)はガンビア共和国東部の中流地方の都市。
ガンビア川の北岸に面している。
1993年の人口は2286人だった。

## 地理
クンタウルは、ガンビア川の北岸、ワッスから南に約3キロメートル、ジャンジャンブレアから北に13キロメートル、ニアニ地区の中央川管区にある。重要高速道路であるノースバンクロードは有名なワッスストーンサークルがあるワッスを横切る。

## 文化的名所
近隣にネガンビアの環状列石の中で礼拝の場所とみなされているSererなど

## 経済とインフラ
河口から大西洋まで約248kmに位置するこの町は、大型の商用船で航行できる最後の内陸港。この港は収穫したピーナッツとピーナッツ関連製品の主要な通過点である。